# Yasser El-Mohamady
Yasser El-Mohamady – egipski piłkarz grający na pozycji napastnika. W swojej karierze grał w reprezentacji Egiptu.

## Kariera klubowa
W swojej karierze piłkarskiej El-Mohamady grał w klubie ESCO SC.

## Kariera reprezentacyjna
W 1980 roku El-Mohamady został powołany do reprezentacji Egiptu na Puchar Narodów Afryki 1980. Na tym turnieju rozegrał jeden mecz grupowy, z Nigerią (0:1). Z Egiptem zajął 4. miejsce w tym turnieju.